# Umberto Alongi
Umberto Alongi (26 de julho de 1976) é um Italiano da Suíça cantor e compositor.

## Biografia
Depois de viver e compartilhar seu tempo para os anos entre Itália (onde nasceu) e Suíça , a partir de 2014 ele vem produzindo 2 álbuns solo através das gravadoras Im Digital, Auditoria Reccords e com Me&U Records and Artists Management com base em Londres . Alongi canta em italiano, espanhol e Inglês e ele também toca guitarra.
A partir de setembro 2015 que ele está incluído na pré-selecção suíça para o Festival Eurovisão da Canção 2016. Em outubro 2015 ele participou do Festival Ghedi para canções inéditas como o único artista masculino suíço na competição. Ele chegou às meias-finais ao vencer uma seleção de 300 artistas com a canção "Come stai".
A canção "Come stai", escrito por Marco Giorgi (Mariadele) foi lançado nas rádios em 30 de novembro de 2015. A canção chegou ao airplay italiano ranking no 7º lugar das 10 faixas mais amplo lançado pelo rádio italiana e o 72º lugar no 100. top internacional a canção foi produzida pela gravadora Latlantide, a empresa com a qual Alongi irá produzir seu novo álbum.
Ele tem colaborado com Valentino Alfano ( Mina ), Marco Elfo Buongiovanni ( Cugini di canpagna ), Matteo Di Franco ( Adriano Celentano , Patty Pravo , Tullio De Piscopo ) e Andrea Zuppini ( Fabio Concato , Alex Baroni , Fiorella Mannoia ).
Umberto Alongi foi o membro fundador da Diesel 23 em Lugano, em 2010, com os quais ele se apresentou por cinco anos até que a banda se separou no início de 2015. Com Diesel 23 ele lançou o álbum "Last Chance" através da etiqueta Music-Mad Records.
Ele foi o fundador em 2016 do projeto de caridade "Contesti" em favor de OTAF Foundation com a participação de seis outros artistas italianos suíços. Para este projeto, ele compôs com Valentino Alfano uma canção chamada "Noi siamo qui".
A partir de setembro 2016 que ele está incluído na seleção suíça para Eurovision 2017 com uma nova canção "I can just be me" trad: "Eu posso ser apenas eu". Esta canção é candidato para "Die grosse entscheidungsshow" e é incluído em seu novo álbum intitulado " 3 minuti ".
Um novo álbum intitulado Illimitatamente foi lançado em novembro de 2017, com Fino Mornasco Itália , jogou com Massimo Scoca (baixista) Stewart Copeland , Dee Dee Bridgewater , Bryan Adams , John Martyn , Level 42 , Bob Geldof , Tito Gomez (European Tour), John Davis,  Linda Wesley , Paul Jeffrey , Tullio De Piscopo , Gatto Panceri , Enzo Iannacci , Enrico Ruggeri , Lucio Dalla e muitos mais); Giordano Colombo (tambores jogador) ( Franco Battiato , Benji & Fede, Gianna Nannini , Giorgia , Alessandra Amoroso , Valerio Scanu etc); Antonio "Aki" Chindamo ( Caterina Valente , Rockets , Marco Ferradini , Riccardo Fogli , Paola Turci , Andrea Braido ); Andrea Gentile (guitarrista) ( Raphael Gualazzi , Giovanni Caccamo , Deborah Iurato , Ermal Meta , Benji & Fede , Marco Carta , Simone Tomassini , Paolo Meneguzzi , Niccolò Agliardi );
O último single "Pura Follia" foi lançado nas rádios em 18 de junho de 2018. A música alcançou o ranking airplay italiana em 1º lugar das 10 faixas mais amplo expressos pelo rádio italiana.
Nos anos de 2019 e 2020 lançou dois álbuns, "Se amore c'è" e "Equididstanti" com a Warner Music Group

## Colaborações
- Gaetano Capitano
- Antony Franceschi
- Marco Giorgi
- Valentino Alfano
- Marco Elfo Buongiovanni
- Andrea Zuppini [24]
- Matteo Di Franco
- Fabio Castorino [25]

## Discografia selecionada

### álbuns de estúdio
- 3 minuti - (Me&U Records - IM Digital) - 2016
- Illimitatamente - (Me&U Records - Auditoria Records) - 2017
- Se amore c'è – (Me&U Records) - 2019
- Equidistanti – (Me&U Records) - 2020[26]

### solteiros
- Come il respiro - (Tunecore) - 2015
- Con un altro - (Me&U Records) - 2015
- Come stai - (Latlantide) - 2015
- Che Natale è - (Me&U Records) - 2015
- Lei non c'è più (Latlantide) - 2016
- 3 minuti - (Me&U Records - IM Digital) - 2016
- Ragazzi Italiani - (Auditoria Records) - 2017
- Tempo ne Avro - (Me&U Records - Auditoria Records) - 2017
- Il futuro si è perso - (Me&U Records - Sony Music Publishing) - 2018
- Pura Follia - (Me&U Records) - 2018

### apresentando
- I miss you – Diesel'23 – 2015
- Someone to love – Diesel'23 – 2015
- Noi siamo qui - Contesti - (Me&U Records) - 2016
- Oh Anima feat. Valentino Alfano - (Auditoria Records) - 2017

### solteiros de língua espanhola
- Abrazame - 2014
- Como estas - 2015

## Apresentando
- Eurovision Song Contest - Setembro 2015 - Suíça Pré-selecção
- Eurovision Song Contest - setembro 2016 - Suíça Pré-selecção
- Ghedi Festival - Novembro 2015 - Semifinalista
- MusicaViva 2020 - RSI La 1[27]